# Devo Andersson
Magnus „Devo“ Andersson ist ein schwedischer Musiker und Musikproduzent.

## Leben
Devo Andersson spielte auf den ersten beiden Alben der Band Marduk Gitarre. Nach Those of the Unlight verließ er die Band und war mit seiner eigenen Band Overflash tätig, bei der er außerdem Bass und Keyboard spielte, sang und das Schlagzeug programmierte. Nach der Trennung von Marduk warf ihr Gründer Morgan Håkansson ihm vor, er habe „nur Schwäche und Melodie“ in die Band eingebracht. Außerdem war Andersson Live-Keyboarder bei Pain und spielte zusammen mit John Zwetsloot (ex-Dissection) bei Cardinal Sin Gitarre.
1996 mischte Andersson das Overflash-Album Silent Universe zusammen mit Thomas Hedquist ab, der es außerdem produzierte, und übernahm die Produktion und Abmischung des Debütalbums The Nightwinds Carried Our Names der schwedischen Band Nefandus im Sonic Research Studio. Seit 1998 ist er als Produzent im eigenen Endarker Studio für zahlreiche andere Künstler tätig.
2004 kehrte Andersson zu Marduk zurück und ersetzte dort den Bassisten B.War. Das folgende Album Plague Angel wurde als erstes der Band im Endarker Studio aufgenommen. Dort wurden auch ältere Aufnahmen der Band vor der Wiederveröffentlichung neu gemastert.

## Diskografie
mit Marduk
- 1992: Dark Endless (Gitarre)
- 1993: Those of the Unlight (Gitarre)
- 2004: Plague Angel (Bass, Abmischung)
- 2004: Heaven Shall Burn … When We Are Gathered (Wiederveröffentlichung; Remastering)
- 2005: La grande Danse macabre (Wiederveröffentlichung; Remastering)
- 2005: Warschau (Bass, Abmischung, Mastering)
- 2006: Blood Puke Salvation
- 2006: Dark Endless (Wiederveröffentlichung; Remastering)
- 2006: Those of the Unlight (Wiederveröffentlichung; Remastering)
- 2007: Opus nocturne (Wiederveröffentlichung; Remastering)
- 2007: Rom 5:12 (Bass, Toningenieur, Abmischung)
- 2008: Panzer Division Marduk (Wiederveröffentlichung; Remastering)
- 2009: Wormwood (Bass, Toningenieur)
- 2011: Iron Dawn (Toningenieur, Abmischung)
- 2012: Souls for Belial (Toningenieur)
- 2012: Serpent Sermon

mit Overflash
- 1994: Threshold to Reality
- 1996: Silent Universe
- 2007: The Path of the Least Resistance

mit Cardinal Sin
- 1996: Spiteful Intents (EP; Bass, Lead- und Rhythmusgitarre bei Probe with a Quest)

mit Nefandus
- 1996: The Nightwinds Carried Our Names (Produktion, Abmischung)
- 2009: Death Holy Death (Abmischung, Mastering)
- 2012: Your God Is a Ghost (Abmischung, Mastering)

mit Seven
- 1999: Break the Chains (Toningenieur)

mit Devils Whorehouse
- 2000: The Howling (Abmischung)

mit Organism 12
- 2001: Bakom Kulisserna (digitale Bearbeitung)

mit Sargatanas Reign
- 2002: Euthanasia… Last Resort (Toningenieur, Abmischung, Mastering)
- 2005: Bloodwork: Techniques of Torture (Produktion)

mit Terrorama
- 2002: Misanthropic Genius (Toningenieur, Produktion)
- 2004: Horrid Efface (Abmischung)

mit Misericordia
- 2003: Dechristianize (Produktion)

mit Roswell
- 2003: Void (Mastering)

mit Andrev Bergström
- 2004: The Tenant (Mastering)

mit Skin Area
- 2006: Journal Noir / Lithium Path (Produktion)

mit IXXI
- 2007: IXXI (Abmischung, Mastering, Produktion)
- 2007: Assorted Armament (Mastering, Abmischung)
- 2009: Elect Darkness (Abmischung)

mit Panchrysia
- 2007: Deathcult Salvation (Abmischung, Mastering)

mit Spetälsk
- 2007: Spetälsk (Mastering)

mit Death Attack
- 2007: Death Attack (Wiederveröffentlichung; Remastering)

mit Ofermod
- 2008: Tiamtü (Produktion, Abmischung, Mastering)
- 2012: Thaumiel (Toningenieur, Produktion, Abmischung, Mastering)

mit Lord Vicar
- 2008: The Demon of Freedom (Mastering)

mit Umbra Nihil
- 2008: The Borderland Rituals (Mastering)

mit Horde of Hel
- 2009: Blodskam (Mastering)

mit Griftegård
- 2009: Solemn : Sacred : Severe (Remastering)

mit Ragnarok
- 2010: Collectors of the King (Bass bei Wisdom of Perfection, Toningenieur, Produktion)
- 2012: Malediction (Bass bei Wisdom of Perfection, Toningenieur, Abmischung, Mastering, Produktion)

mit Isole
- 2010: Forevermore (Mastering)
- 2010: Throne of Void (Mastering)

mit Vulcano
- 2011: Bloody Vengeance (Remastering)

mit Subrosa
- 2011: No Help for the Mighty Ones (Abmischung, Mastering)

mit Enthral
- 2012: Obtenebrate (Mastering)

mit Dødsfall
- 2012: Inn i Mørkets Kongedømme (Mastering)
- 2013: Kronet I Svart Eld (Bass bei I Skuggans Famn, Mastering)

mit Panzerfaust
- 2013: Jehovah-Jireh: The Divine Anti-Logos (Produktion, Mastering)